# Réserve naturelle du lac de Campotosto
La réserve naturelle du lac Campotosto est une zone naturelle protégée située dans les Abruzzes, dans la province de L'Aquila,.
Elle a été créée sur une superficie de 1 600 hectares en 1984, pour protéger l'environnement naturel dont fait partie le lac de Campotosto.

## Territoire
La réserve naturelle comprend le plus grand bassin lacustre des Abruzzes, situé sur le plateau de Campotosto entre la Valle dell'Aterno (it) et la Valle del Vomano (it), ou entre les versants de L'Aquila et de Teramo du Gran Sasso. L'ensemble de la zone fait également partie du Parc national du Gran Sasso e Monti della Laga.
Il y a trois communes concernées : outre celle de Campotosto (dans laquelle se trouve une grande partie de la réserve), les extrémités des communes de Capitignano et L'Aquila sont également concernées.

## Historique
Le lac a été créé entre 1939 et 1940 sur une zone caractérisée par des marais et des tourbières, même si déjà à l'époque glaciaire toute la vallée était occupée par un lac beaucoup plus grand que l'actuel. Avec la création du réservoir artificiel desservant les centrales hydroélectriques de Provvidenza, San Giacomo et Montorio, l'activité extractive a été abandonnée et la zone a été reconvertie à une fonction touristique.
En 1984, une réserve naturelle a été créée pour protéger le lac Campotosto, comprenant également 200 hectares de berges.

## Flore
La vallée présente des formations boisées à structure irrégulière, tendant vers de grands arbres. Les côtes sont caractérisées par les Cladium mariscus et les Bistorta officinalis dans les zones marécageuses et par des saules et hêtres communs dans le reste.

## Faune
Le système de lacs artificiels de la vallée du Vomano , comprenant le lac de Campotosto, le lac de Provvidenza et d'autres plus petits, est un site migratoire important depuis sa création dans lequel on peut observer, entre autres espèces, la présence de : Anas crecca (sarcelle d'hiver), Aythya ferina (fuligule milouin) et surtout Fulica atra (foulque macroule). Le lac a été peuplé de quelques espèces de poissons, introduites depuis 1940 : les plus peuplées sont la truite et la tanche.
Parmi les mammifères, on retrouve de nombreux animaux qui caractérisent la région du Gran Sasso , notamment les sangliers, les blaireaux, les lièvres et les renards.